# Mooreakarekiet
De mooreakarekiet (Acrocephalus longirostris) is een zangvogel uit de familie Acrocephalidae. Het is een ernstig bedreigde, waarschijnlijk al uitgestorven endemische vogelsoort  op het eiland Moorea in Frans-Polynesië.

## Kenmerken
De vogel is 19 cm lang. Het is een soort karekiet met een lange snavel. Er bestaan (bestonden) twee kleurvarianten. De meest voorkomende variant was bleek geel en van boven met olijfbruine stippeling. De andere variant was egaal donker olijfbruin.

## Verspreiding en leefgebied
Deze soort is endemisch op het eiland Moorea. Het leefgebied bestaat uit dichte bamboebosjes langs rivieren of op berghellingen tot op 1700 m boven zeeniveau.

## Status
De mooreakarekiet heeft een zeer beperkt verspreidingsgebied en daardoor is er een grote kans op uitsterven. De laatste goed gedocumenteerde waarneming dateert van 1987, daarnaast zijn er nog twee onbevestigde waarnemingen na 2000. Mogelijk is de vogel al uitgestorven en als er nog een populatie in leven is, zal die niet meer dan 50 individuen bevatten. Op het eiland treedt habitatverlies op door de aanleg van infrastructuur, het afdammen van een rivier en verder bedreigen invasieve plantensoorten de bamboe op het eiland. Om deze redenen staat deze soort als kritiek op de Rode Lijst van de IUCN.